# Neumarkt an der Raab
Neumarkt an der Raab (ungarisch Farkasdifalva, slowenisch Stankovci) ist ein Dorf im Südburgenland wie auch Ortschaft und Katastralgemeinde der Marktgemeinde Sankt Martin an der Raab im Bezirk Jennersdorf, Burgenland (Österreich).

## Geografie
Der Ort liegt im Naturpark Raab-Örseg-Goricko in einer Höhe von 245 m über der Adria.
Die Gesamtfläche umfasst 1547 Hektar. Davon sind 850 ha Wald, 584 ha landwirtschaftlich genutzte Fläche, 43 ha Straßenanlagen, 42 ha fließende Gewässer, 21 ha Bauflächen sowie 4 ha stehende Gewässer (Stand: 1998).

## Geschichte

### Die Entstehung des Namens
1387 wurde Neumarkt a. d. Raab erstmals urkundlich erwähnt. Der ungarische Ortsname Farkasfalva (wörtlich auf Deutsch Wolfsdorf) tauchte in weiterer Folge in den Varianten Farkasfalua, Farkafalwa, Farkasfalva und Farkasffalwa auf und dürfte auf den Namen eines Besitzers (Farkas) zurückzuführen sein. 1698 wurde der Ort als Naimork seu Farkafalva bezeichnet. 1770 und 1773 tauchten die Namen Farkasdifalva, Neii Markt und Neumarckt auf. Der Name Neumarkt kommt vermutlich daher, dass in dem Ort nach seiner Zerstörung während der Türkenfeldzüge wieder Märkte abgehalten wurden.

### Marktrechtverleihung

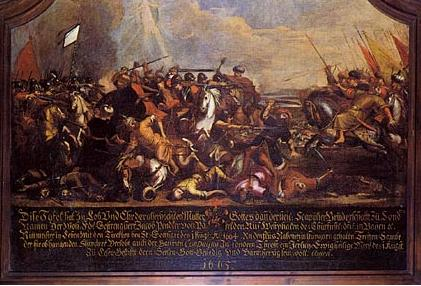
Türkische Überfälle: Schlacht bei Mogersdorf (1664)

Am 9. März 1569 wurde Neumarkt a. d. Raab durch Kaiser Maximilian II. das Marktrecht verliehen, erwirkt durch die damaligen Besitzer der Herrschaft Dobra/Neuhaus, Ladislaus Poppel-Lobkowitz und seine Gattin Magdalena. Die Originalurkunde darüber ist nicht mehr auffindbar, aber der Inhalt des Dekretes ist im Kaiserlich-königlichen Privilegienbuch (Liber Regius, III. Band, Fol. 932) verzeichnet. Darin sind drei Jahrmärkte vermerkt: 12. März, 25. Mai und 1. September. Jeden Dienstag durfte ein Wochenmarkt abgehalten werden.

### Türkische Überfalle
Bei den Türkenbelagerungen Wiens 1529 und 1683 und gegen Güns kam es zu keinen direkten Kampfhandlungen in Neumarkt a. d. Raab. Kleinere türkische Machthaber stellten aber immer wieder Huldigungsaufforderungen. So erhielten die Neumarkter 1644 ein türkisches Schreiben, dass sie aufforderte, in die Festung Kanizsa (Nagykanizsa in Ungarn) zu kommen, die 1600 von den Türken erobert worden war. Von hier aus erpressten die Türken immer wieder Abgaben und Dienstleistungen. Sie drohten mit Plünderung und Zerstörung, sollte nicht bezahlt werden. Die Neumarkter wurden von ihrem Herrscher Ádám Batthyány aufgefordert, diese Huldigungsaufforderung zu ignorieren – er schickte Soldaten. Am 7. März 1646 kam es trotzdem zu einem türkischen Überfall auf Neumarkt a. d. Raab a. d. Raab. Dabei töteten die Angreifer 21 Bewohner, zündeten 25 Häuser an und verschleppten 199 Menschen, zum größten Teil Frauen und Kinder. Zwar nahmen Soldaten die Verfolgung der Türken auf, doch dabei wurden sie in der Nähe des Dorfes Németfalu in einen Hinterhalt gelockt und niedergemetzelt (63 Tote).
Nach dem türkischen Überfall kam es auch noch zu Übergriffen unterbezahlter kaiserlicher Söldner gegen die verbliebene Neumarkter Bevölkerung. Die Wut der verbliebenen Neumarkter entlud sich im April 1646 bei einem Pferdemarkt in St. Martin: Als der Diener des Neuhauser Kastellans vorbeikam, wurde er von der Menge erschlagen. Der Kastellan beklagte sich in einem Schreiben außerdem, dass er sich unter den Neumarktern nicht mehr blicken lassen durfte. Die Neumarkter begannen auch den Türken Steuern zu bezahlen. Etwa zwei Monate nach der Plünderung wurde ein Schutzgraben in Neumarkt a. d. Raab ausgehoben, um türkische Reiter abzuhalten. Er lag zwischen der Raab und den südlich hinziehenden Hügeln, wurde allerdings zu nahe am Mühldamm errichtet. Im Oktober 1650 wurde der Mühldamm von Überschwemmungen zur Hälfte weggerissen. In der Schlacht bei Mogersdorf am 31. Juli und 1. August 1664 wurden die Türken verheerend geschlagen. Danach umherstreifende, zumeist tatarische Hilfstruppen machten Raubzüge und überfielen auch Neumarkt a. d. Raab.

### Weitere Überfälle
Parallel zu den Türkenkriegen kam es in Westungarn immer wieder zu Aufständen gegen die Habsburger. Das bekam auch Neumarkt a. d. Raab zu spüren. Während des Bocskai-Aufstandes zogen Truppen im Kampf gegen Kaiser Rudolf II. auch durch das Raabtal. Sie richteten große Schäden an. Anlässlich des 2. Türkenzuges gegen Wien im Jahre 1683 schloss sich Graf Christoph Batthyány den Türken und den Aufständischen unter Emmerich Thököly an. Daraufhin brandschatzten kaiserliche Truppen die Herrschaft Neuhaus. Es machte damals wenig Unterschiede, ob ein Ort kaisertreu blieb oder nicht, sodass im Zuge von Kämpfen gegen die Kuruzen Neumarkt a. d. Raab am 3. Oktober 1704 von kaiserlichen Truppen überfallen wurde. In der Bilanz wurden 28 Häuser abgebrannt, die Mühle vollkommen zerstört uns mindestens zwei Menschen getötet. Erst um das Jahr 1750 wurden in Neumarkt an der Raab wieder Jahrmärkte abgehalten. Im Jahre 1753 kam es allerdings infolge von Streitereien in der Herrschaftsfamilie von Dobra/Neuhaus zu Auseinandersetzungen zwischen Neumarkt a. d. Raab und Unterdrosen.

### Erster Weltkrieg und die Zeit danach
Im Ersten Weltkrieg starben 19 Bewohner von Neumarkt a. d. Raab. Bei den Friedensverhandlungen in St. Germain wurde Österreich im Jahre 1919 die Herrschaft Deutsch-Westungarn und damit auch Neumarkt a. d. Raab zugesprochen. Aber erst im November 1921 marschierten tatsächlich das österreichische Bundesheer und die Gendarmerie ein. Bis dahin war es immer wieder zu Konflikten mit ungarischen Freischärlern gekommen. Der Ortsteil Eisenberg a. d. Raab stellte am 29. März 1925 bei der Landesregierung einen Antrag auf Eigenständigkeit. In einer Gemeinderatssitzung wurde diese Loslösung aber abgelehnt.
Laut Beschluss des Gemeinderates vom 15. September 1935 unter Bürgermeister Rudolf Ropposch wurden folgende Personen zu Ehrenbürgern der Gemeinde ernannt (siehe auch Absatz Persönlichkeiten):
- Otto von Österreich

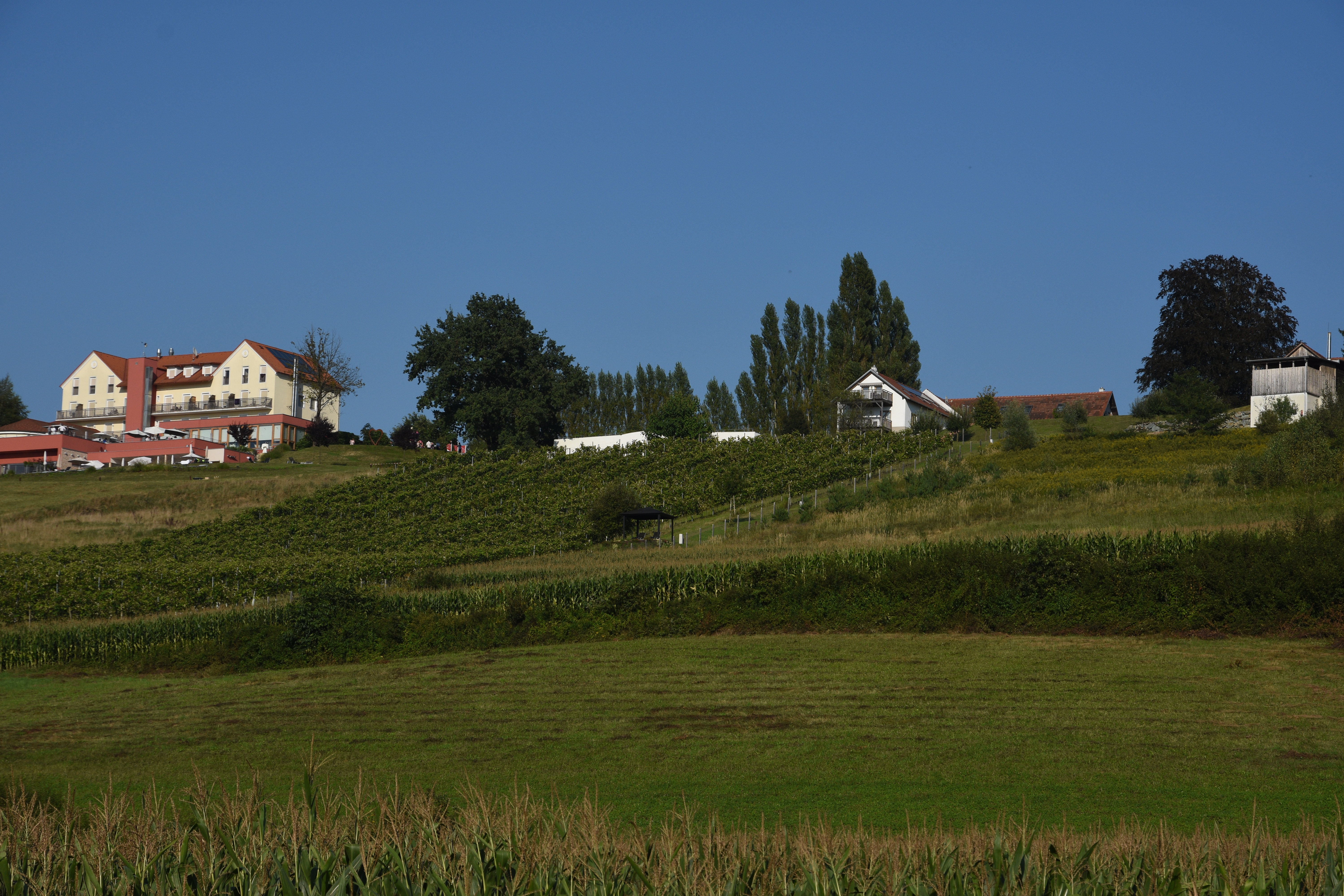
Neumarkt an der Raab: Ortsteil Eisenberg an der Raab

- Bundeskanzler Dr. Kurt von Schuschnigg
- Vizekanzler Ernst Rüdiger Starhemberg
- Landeshauptmann Ing. Hans Sylvester
- Landesrat Ing. Franz Strobl
- Schuldirektor Alois Revesz

### Zweiter Weltkrieg
„Von 1944 bis 1945 müssen Juden, Volksdeutsche und die hiesige Bevölkerung im Postenbereiche, hauptsächlich im Gemeindegebiet von Neumarkt an der Raab, Panzergräben und Laufgräben errichten“ (Zitat: Chronik der Marktgemeinde St. Martin a. d. Raab).
Am 31. März 1945 kam es zum Einmarsch russischer Truppen und damit zu Kämpfen. Sechs Hilfs-Grenzangestellte (Higa) wurden für Offiziere gehalten und im Hof des Hauses Nr. 166 erschossen. Die Getöteten waren Alois Potetz (* 1897), Alois Kirschner (* 1898), Karl Windt (* 1899), Johann Holzmann (* 1900) und Josef Pilz (* 1900). Es wurden 28 Häuser, darunter der Posten der Gendarmerie mit sämtlichen Unterlagen, zerstört und auch die Dorfglocke ging verloren, wobei sie mit Hilfe amerikanischer Spenden später neu angeschafft wurde. Im Zweiten Weltkrieg starben insgesamt 14 Neumarkter (11 Vermisste).

### Das Leben an der Grenze
Mit dem Anschluss an Österreich wurden am 25. November 1921 jeweils ein Posten für die Gendarmerie sowie den Zoll eingerichtet. Im Herbst 1949 errichteten ungarische Soldaten entlang der Staatsgrenze einen Drahtverhau und legten Minen. Der Grenzwald wurde geschlägert und Beobachtungstürme aufgestellt. Durch den ungarischen Volksaufstand im Jahre 1956 verschwand diese Grenze für kurze Zeit. Am 4. November 1956 flüchteten mehr als 3000 Ungarn über die Grenze von Neumarkt a. d. Raab in den Westen. Vom 2. Mai bis 19. Juli 1957 errichteten ungarische Soldaten an der Grenze erneut einen Stacheldrahtverhau und verminten den Grenzstreifen. Erst zwischen den Jahren 1989/90 fiel dieser Eiserne Vorhang. Seit 21. Dezember 2007 ist die Grenze völlig offen und Neumarkt a. d. Raab hat wieder eine direkte Verbindung zum 3,5 km entfernten ungarischen Nachbarort Alsószölnök (dt. Unterzemming) im Kreis Szentgotthárd.

### Verbrechen und Naturkatastrophen
- Am 25. März 1878 kam es zu einem Großbrand in Neumarkt a. d. Raab. Neun Häuser wurden dabei zerstört.
- Ein ungarischer Staatsangehöriger erschlug am 28. September 1921 mit einer Hacke den Gastwirt Janos Borovnyak im Auftrag von dessen Frau. Der Täter wurde nach Ungarn ausgeliefert. Noch heute erinnert an dieses Verbrechen das steinerne Borovnjak-Kreuz
- In der Zeit vom 14. März bis 15. März 1947 führte die Raab Hochwasser.
- Das Sägewerk des Mühlenbesitzers Bela Reverencics brannte am 23. Oktober 1952 nieder.
- Die Raab führte am 6. Mai, 21. September und 11. November 1954 erneut Hochwasser und richtete große Schäden an.

## Einwohner
Laut Volkszählung vom 15. Mai 2001 hatte Neumarkt an der Raab 576 Einwohner. Die Ortschaft hat mit 1. Jänner 2024 270 Einwohner.

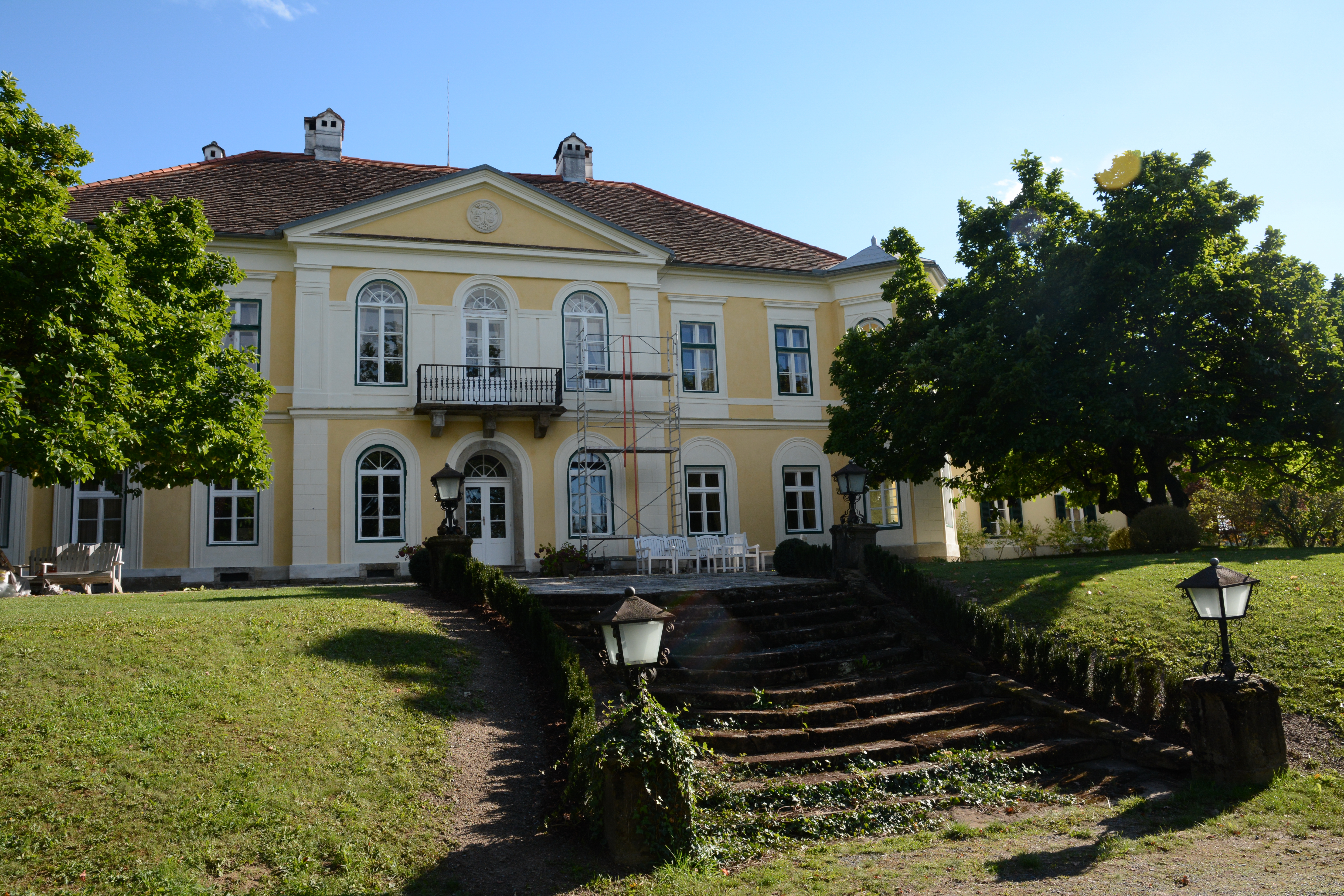
Schloß Batthyany.

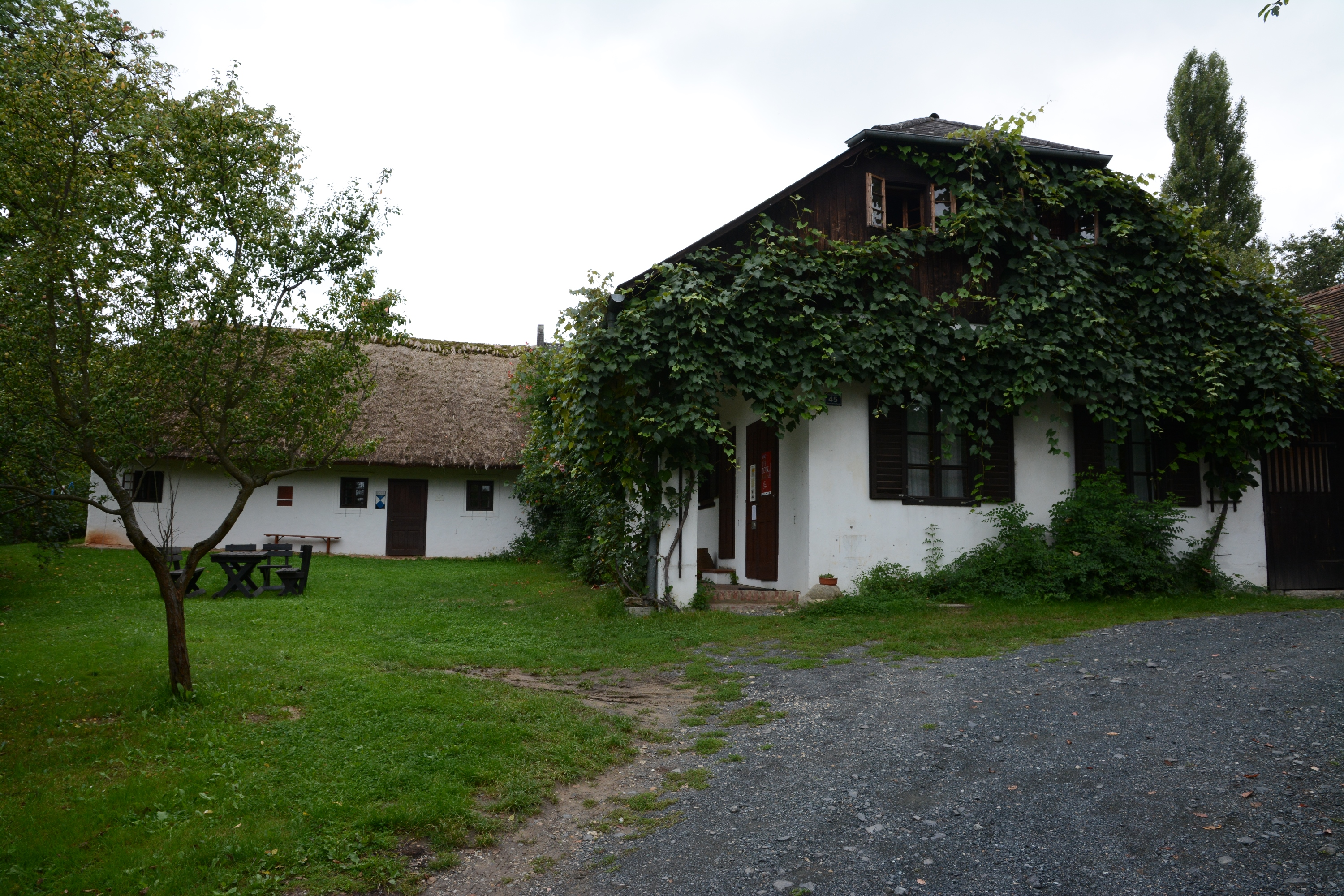
Heimathaus Neumarkt

## Kultur und Sehenswürdigkeiten
- Schloss Batthyány: Auf einer Anhöhe südlich von Neumarkt a. d. Raab liegt das Schloss Batthyány. Es wurde 1854 von Graf Franz Batthyány gebaut und befindet sich noch im Besitz der Familie Batthyány.
- Wegkapelle Neumarkt an der Raab
- Künstlerdorf Neumarkt an der Raab

## Vereine
- Eisschützenverein: Der Eisschützenverein wurde unter Obmann Rudolf Holzmann am 19. Mai 1968 gegründet. Im Laufe der Jahre konnte der Verein zahlreiche Meistertitel erringen.
- Verschönerungsverein: Der Verschönerungsverein wurde unter Obmann Josef Dax 1993 gegründet. Zu den Auszeichnungen des Vereins gehören die folgenden Titel: „1. Bezirkssieger“, „4. Landessieger beim Blumenschmuckbewerb“ (1998, 1999), „1. Landessieger“ (2005) sowie „Schönster Dorfplatz“ (2008).

## Freiwillige Feuerwehr
Durch spielende Kinder kam es am 25. März 1878 zu einem Großbrand in Neumarkt a. d. Raab. Neun Häuser wurden dabei zerstört. Deshalb entschlossen sich Karl Graf Batthyany, Anton Lendl, Geza Reverencsics und Anton Gaspar den Freiwilligen Feuerwehrverein Neumarkt an der Raab zu gründen. 1880 wurde der Dienst mit 50 Männern aus Neumarkt an der Raab, St. Martin an der Raab und Eisenberg aufgenommen. Das Feuerwehrhaus wurde im Jahre 1901 erbaut und im Jahre 1961 um einen Schlauchturm erweitert.

## Bürgermeister (bis 1970)
- Alois Pint (1922–1923)
- Michael Perschy (1923–1926)
- Alois Pint (1926–1927)
- Franz Zotter (1927–1929)
- Alois Fischer (1929–1931)
- Alois Gmeindl (1931–1934)
- Alois Poglitsch (1934–1935)
- Rudolf Ropposch (1935–1938)
- Konrad Frankl (1938–1939)
- Alois Kern (1939–?)
- Rudolf Ropposch (1945–1947)
- Johann Mehlmauer (1947–1950)
- Franz Jost (1950)
- Franz Kern sen. (1950–1963)
- Karl Kröpfl (1963–1967)
- Eduard Holzmann (1967–1970)

## Persönlichkeiten
Ehrenbürger:
Laut Beschluss des Gemeinderates vom 15. September 1935 unter Bürgermeister Rudolf Ropposch wurden folgende Personen zu Ehrenbürgern der Gemeinde ernannt (siehe auch Absatz Geschichte: 'der 1. Weltkrieg und die Zeit danach')
- Otto von Österreich
- Bundeskanzler Dr. Kurt Schuschnigg (1897–1977)
- Vizekanzler Fürst Ernst Rüdiger Starhemberg (1899–1956)
- Landeshauptmann Ing. Hans Sylvester (1897–1939)
- Landesrat Ing. Franz Strobl (1897–1980)
- Schuldirektor Alois Revesz

 Personen mit Beziehung zum Ort:
- Josef Reichl (1860–1924), Heimatdichter, in Neumarkt an der Raab aufgewachsen
- Johannes Wanke (1923–2005), österreichischer Maler, lebte seit 1981 in Neumarkt an der Raab, ebenda verstorben
- Giuseppe Sinopoli (1946–2001), italienischer Dirigent
- Walter Schmögner (* 1943), österreichischer Maler, lebt seit den 1980er Jahren in Neumarkt an der Raab